# Diocus lycenchelus
Diocus lycenchelus – gatunek widłonoga z rodziny Chondracanthidae. Nazwa naukowa tego gatunku skorupiaków została opublikowana w 1992 roku przez amerykańskich biologów Williama E. Hogansa i Kennetha J. Sulaka. Gatunek został ujęty w Catalogue of Life.